# AKB48チーム8のKANTO白書 バッチこーい!
『AKB48チーム8のKANTO白書 バッチこーい!』（エーケービーフォーティエイト チームエイトのかんとうはくしょ バッチこーい）は、2017年10月8日から2022年12月18日まで千葉テレビ放送（チバテレ）で放送されていたバラエティ番組。

## 概要
AKB48チーム8の冠番組で、千葉県代表である吉川七瀬と、鈴木拓（ドランクドラゴン）がMCを務め、関東エリアメンバーがレギュラーで出演する。番組開始から2年が経過した2019年9月に『AKBINGO!』（日本テレビ系）が放送終了したため、同年10月から『乃木坂に、越されました〜AKB48、色々あってテレ東からの大逆襲!〜』（後の『AKB48、最近聞いた?〜一緒になんかやってみませんか?〜』、いずれもテレビ東京）が放送開始する前の2021年7月4日までのおよそ2年間、本番組が地上波では唯一のAKB48冠番組となっていた。
番組は、チバテレ本社内のAスタジオでの公開収録の形で行われる。収録は1日で4回分（2ヶ月放送分相当）を行い、原則として編集を行わない撮って出しの形式で放送される（画面右上には、その旨を示す「ほぼほぼLIVE」という表示がある）。
全体として野球をイメージした構成になっている。主だったところでは以下のとおり。
- そもそも、タイトルの「バッチこーい!」は、主に高校野球などの学生野球で用いられる掛け声の一種で、野手が打者を煽る「バッター、打って来い」が訛ったもの。
- スタジオセットが野球場風で、観客席もスタンド風。
  - 2020年4月5日放送の第60回までは、実際に観客席に観覧者を入れており、一部企画にはその観覧者も参加することがあった。しかし、新型コロナウイルスの影響により、観客席自体は設けられているが、観客席には誰もいない状態が永らく続いていた。結果的に第60回が、最後の有観客での収録となった。
- チーム8メンバーの服装は、野球のユニフォーム風。
- 大まかな進行は、野球の流れに従っている（開会式→1回の表 など）。コーナー開始時にも、高校野球でのサイレンが流される。
- その週で最も活躍したと思われるメンバーを鈴木が選定し、「本日のお立ち台メンバー」として番組の最後にヒーローインタビュー形式で喜びの声を語る。インタビューの時間は、AKB48に因み、48秒間である。

第1回～第41回までは、チーム8のメンバーのみの「バッチこーい!」コール、第42回～第63回・第66回～第115回までは、チーム8のメンバー+観客席での「バッチこーい!」コール、第64回～第65回は、チーム8のメンバーのみリモートでの「バッチこーい!」コールを行った。第116回～第125回は、第115回に放送した新しい「バッチこーい!」コールの収録を行い、現在の「バッチこーい!」コールとなっている。
2019年11月17日は第52回を放送することになっていたが、予定を変更して、8月18日の第46回を再放送。翌週の11月24日も第52回の再放送の予定を変更して、9月1日の第47回を再放送し、第52回は一時的にお蔵入りとなる。さらに翌週の12月1日放送分は、第53回ではなく「第52回の最新作」とした。その後、当初の第52回とされた番組内容は、後述の通り2020年7月5日に「幻の52回」として放送された。

### チーム8活動休止に伴い、番組終了へ
2022年10月7日に日本武道館で行われた「MX祭り!AKB48 60th Single『久しぶりのリップグロス』発売記念コンサート in 武道館 2022～リベンジ！新チームお披露目コンサート～」の中で、チーム8が2023年4月に開催予定の「チーム8コンサート」およびAKB48劇場での「チーム8 9周年公演」をもって活動休止することが発表された。活動休止決定を受けて、本番組も2022年12月18日放送分をもって放送休止することが発表された。「最終回」ではなく番組休止なので、番組再開はチーム8の活動再開以降になる予定とされていた。
しかし番組終了後の2023年4月29日に、同年秋にてAKB48のチーム制そのものの休止が発表されたため、事実上番組再開は消滅した。翌日4月30日に、前述のチーム8最後のコンサートとなる「春の総決算祭り 9年間のキセキ」が行われ、その中の1コーナーとして当番組の「延長戦」が実施された。当時の現役チーム8メンバーに加え、MCの鈴木、2019年に卒業したOBでかつ当番組のレギュラーだった佐藤栞（当番組出演当時、新潟県代表）が参加した。
更にはチーム8の活動休止にあわせ、MCの吉川を含め、最終回までレギュラー出演していた8名のうち、以下の6名がAKB48自体を卒業することになった。
- 吉川七瀬（当番組MCかつ千葉県代表、2023年8月でAKB48卒業[7]）
- 清水麻璃亜（群馬県代表、2023年7月でAKB48卒業[8]）
- 左伴彩佳（山梨県代表、2023年7月でAKB48卒業[9]）
- 本田仁美（栃木県代表、2024年1月でAKB48卒業[10]）
- 岡部麟（茨城県代表、2024年4月にAKB48卒業[11]）
- 小田えりな（神奈川県代表、2024年4月にAKB48卒業[12]）

### 別番組とのコラボレーション
かつてKawaiian TVでは、同じくAKB48チーム8の冠番組『AKB48チーム8のKANSAI白書 こっそりナンバーワン宣言やで!』が放送されていた（2017年3月 - 2019年11月放送）。タイトルが類似してる以外、当番組との直接の関連はなかったが、2018年7月23日に清水麻璃亜と小田えりなが『KANSAI白書』の収録に参加したのを自身のX（旧Twitter）で掲載。その際本番組と同じ服装で参加していた。そして関東と関西との、唯一となるコラボレーションが、同年8月13日月曜日に放送された。
その後、『KANSAI白書』のレギュラーだった奈良県代表の大西桃香が2020年8月～9月に、大阪府代表の永野芹佳が2021年3月～4月と12月～2022年1月に、滋賀県代表の濵咲友菜が2021年12月～2022年1月と2月～3月に、それぞれ『KANTO白書』に出演した。

### スポンサーの変遷
番組コンセプトである野球に因み、開始当初＃1〜＃6、＃15〜＃20のスポンサーは協同乳業で、「ホームランバー」名義で提供していた。また＃16〜＃17は協同乳業とキングレコード、＃19〜＃20は協同乳業とトヨタレンタリース栃木の二社提供だった（ただし＃1〜＃6、＃15、＃18は一社提供ではなく、ホームランバーのCMとチバテレの他番組の宣伝が流れた）。一方、＃7〜＃12のスポンサーはHAL東京 、＃21〜＃24のトヨタレンタリース栃木の単独提供だった。
- 番組初期においては、観客席前に球場の看板に似た広告宣伝看板を設置していた（＃9〜＃12はHAL東京、＃17〜＃20はホームランバー、＃19〜＃24はトヨタレンタリース栃木）。

協同乳業のスポンサー降板後は、キングレコードによるAKB48チーム8関連のCMが流れるようになり、＃33〜＃44／＃47〜＃51／＃54〜＃125はキングレコードがメインスポンサーを務めた。2019年秋ごろからは「ご覧のスポンサー」扱いながら30秒×2枠以上のCMを流し、加えて同じレーベルのSTU48のCMも流れている。また＃31〜＃32はキングレコードと千葉県赤十字血液センター、＃52〜＃53はキングレコードとコカコーラの二社提供だった。
- ＃27〜＃28のスポンサーは資生堂で「uno」名義[注 2]、＃29〜＃30のスポンサーはコカコーラとメルカリ、＃45〜＃46のスポンサーは不二家[注 3]がそれぞれスポンサーを務めた（この場合、メインスポンサーのCMにキングレコードによるAKB48チーム8関連CM、チバテレの他番組の宣伝という構成になる）。

## 出演者

### 司会
- 鈴木拓（ドランクドラゴン） - MC（大会実行委員長・103回は「大人エレベーター」の企画で小栗有以と対談。この回は「大会実行委員長」としてではなく、「芸人 鈴木拓」として出演。111回～114回は病気療養中のため、欠席となった。）
- 吉川七瀬（AKB48 チーム8 千葉県代表） - MC（44回は、43回で行った「七瀬vs七海 七番勝負!」で引き分けたため、「吉 川瀬」として出演。58回はMCではなく、ショートカット選手権のエントリーに参加。88回～89回もMCではなく、しのぶコレクション2021のモデルに参加。）、2023年8月24日卒業。

### AKB48 チーム8
上記の吉川を除く出演者を記載。関東エリアのメンバーはレギュラー出演。ただし、各メンバーのスケジュールの都合上必ずしも全員が揃うわけではない。半分程度の参加の回もあれば1人だけ欠席の回もある。また、佐藤栞がグループ卒業に伴い番組を降板したのを機に、43回以降関東エリア以外のメンバーも出演するようになった。

#### レギュラーメンバー
- 岡部麟（茨城県代表） - 2024年4月4日卒業。
- 本田仁美（栃木県代表） - 2024年1月28日卒業、2018年9月～2021年4月まではAKB48チーム8としての活動を休止。第30回～第89回まで番組出演見合わせ。
- 清水麻璃亜（群馬県代表） - 2023年8月1日卒業。
- 髙橋彩音（埼玉県代表） - 58回のみMCを行った。
- 小栗有以（東京都代表）
- 小田えりな（神奈川県代表） - 2024年4月23日卒業。
- 佐藤栞（新潟県代表） - 2019年6月8日卒業、42回～44回まで美人新人ADとして出演。
- 塩原香凜（新潟県代表） - 2020年9月24日辞退、55回～74回に出演。72回・73回は「新潟県代表」という肩書を外して出演。
- 左伴彩佳（山梨県代表） - 2023年7月31日卒業。

#### 関東エリア以外のメンバー
- 下尾みう（山口県代表） - 52回・82回～84回・105回～106回に出演。61回に登場。
- 永野芹佳（大阪府代表） - 61回に登場。82回～84回・101回～102回に出演。
- 倉野尾成美（熊本県代表） - 61回に登場。

#### 関東エリア以外の卒業・移籍メンバー
- 佐藤七海（岩手県代表） - 2019年9月30日卒業、43回～44回と49回に出演。44回は、43回で行った「七瀬vs七海 七番勝負!」で引き分けたため、「佐藤 海」としてスタジオ見学。
- 佐藤朱（宮城県代表） - 2021年3月29日卒業、50回～51回に出演。卒業後の2022年10月から東北放送アナウンサー。
- 尾上美月（長崎県代表） - 2021年7月31日卒業、67回にリモート出演。2020年3月8日にSHOWROOM配信した「突撃!隣のエイトちゃん」で、吉川七瀬賞を獲得し、本番組への出演が決まった。
- 鈴木優香（静岡県代表） - 2021年9月28日卒業、82回～84回に出演。
- 横山結衣（青森県代表） - 2021年11月30日卒業、75回～77回・89回に出演。77回は「鈴木サン拓ロースのプレゼントショー!2020」のアシスタントを務めた。
- 濵咲友菜（滋賀県代表） - 2023年4月30日卒業、101回～102回・105回～106回に出演。
- 藤園麗（鹿児島県代表） - 2023年5月17日卒業、101回～102回に出演。
- 服部有菜（岐阜県代表） - 2023年5月31日卒業、81回～84回・101回～102回・116回～118回に出演。
- 坂口渚沙（北海道代表） - 2023年8月5日卒業、61回に登場。73回～74回・82回～84回・91回・116回～118回に出演。91回は「チーム8全国ツアー勝手に2周目・千葉県公演」のお手伝いメンバーとして出演。
- 川原美咲（佐賀県代表） - 2023年8月11日卒業、61回に登場。
- 髙橋彩香（長野県代表） - 2023年8月17日卒業、53回～54回に出演。
- 奥原妃奈子（島根県代表） - 2023年9月8日卒業、82回～84回に出演。
- 吉田華恋（福岡県代表） - 2023年10月1日卒業、101回～102回・116回～118回に出演。
- 大西桃香（奈良県代表） - 2024年2月15日卒業、61回に登場。68回～70回に出演。2020年3月22日にSHOWROOM配信した「突撃!隣のエイトちゃん」で、MVPとして本番組への出演と千葉県グルメロケ参加権を獲得。
- 行天優莉奈（香川県代表） - 2024年6月1日KLP48へ移籍、61回に登場。82回～84回・98回～99回・101回～102回に出演。

### その他出演者
- 上田誠也（2017年出演当時、千葉テレビ放送代表取締役社長） - 初回放送のみ、開会式の挨拶として出演。
- 大角茉里（出演当時、チバテレアナウンサー） - 20回に出演、初代ウグイス嬢担当。61回本放送後の2020年4月30日付でチバテレ退社。
- 梶原雄太（キングコング） - 52回に出演、鈴木拓のお誕生日お祝いコメントに登場し、本名ではなく「カジサック」名義として出演。
- 弘前武久（出演当時、アデランス商品企画開発部マネージャー） - 58回に出演、ショートカット選手権の審査員やメンバーのウィッグを選定。
- おしどり大名 - 2019年6月27日の収録から本番組の前説を担当。63回は前説・後説にリモートで本番組初出演。
- 児嶋一哉（アンジャッシュ） - 69回に出演、2020年9月29日放送のチバテレ「白黒アンジャッシュ」の出演密着に登場。
- 柴田英嗣（アンタッチャブル） - 69回に出演、上記同様、白黒アンジャッシュの出演密着に登場。
- 長田京太郎（出演当時、玄光社『CMNOW』編集部編集長） - 75回に出演、フォトジェニック選手権の審査員を務めた。
- 目黒亜衣（出演当時、『WEBザテレビジョン』編集部） - 75回に出演、上記同様、フォトジェニック選手権の審査員を務めた。
- 泉水はる佳（出演当時、チバテレアナウンサー） - 76回・88回～89回に出演、76回は都会っ子VS田舎っぺ球技大会の進行、88回～89回はしのぶコレクション2021の進行を務めた。
- 悠鈴（千葉の母） - 79回・92回・124回に出演、79回は2021年のチーム8関東メンバーの運勢を占ってもらい、92回はチーム8関東メンバーと拓ちゃんとの相性を占ってもらい、124回は2023年のチーム8関東メンバーと鈴木拓の運勢を占ってもらった。
- 篠塚泉（2021年出演当時、千葉テレビ放送代表取締役社長） - 86回に出演、チバテレ開局50周年を記念してゲスト出演。
- 茅野しのぶ（出演当時、AKB48グループ衣装総責任者） - 88回～89回に出演、チーム8関東メンバーに超絶似合う衣装を自らセレクトする「しのぶコレクション2021」に出演。
- 駒井亜由美（出演当時、チバテレアナウンサー） - 95回・108回～109回・112回・121回～122回に出演、2代目ウグイス嬢担当。95回は『根も葉もRumor』のカップリング曲『西高東低』のバッチこいバージョンMVが完成。『西高東低』にちなんで、お天気キャスターとして出演。112回は「ちば朝ライブ モーニングこんぱす」の吉川七瀬出演密着ドキュメントに登場。
- 武田舞香（コレオグラファー） - 103回・105回～106回に出演、103回は「大人エレベーター」の企画で小栗有以と対談。AKB48楽曲の振り付けを担当という繋がりから、30代代表として出演。
- チュバ（チバテレマスコットキャラクター） - 103回に出演、上記同様「大人エレベーター」の企画で小栗有以と対談。2021年にチバテレ開局50周年を迎えて、「50」という繋がりで出演[注 4]。
- 塚地武雅（ドランクドラゴン） - 111回～114回に出演、相方の鈴木拓が病気療養中のため、大会実行委員長代理として出演。
- 田中大貴 （フリーアナウンサー） - 112回に出演、上記同様、「ちば朝ライブ モーニングこんぱす」の吉川七瀬出演密着ドキュメントに登場。
- 春風亭昇々（落語家） - 112回に出演、上記同様、「ちば朝ライブ モーニングこんぱす」の吉川七瀬出演密着ドキュメントに登場。

## 放送局
放送時間である日曜23:30台は、2017年9月までは千葉県内で選挙がある場合は選挙特番を放送していた。当番組放送開始の2017年10月～2021年6月までは、24:00台以降の放送に変更したため、選挙特番による休止はなかった。
| 放送対象地域 | 放送局                                 | 系列   | 放送日時                                                                    | 備考 |
| ------------ | -------------------------------------- | ------ | --------------------------------------------------------------------------- | --- |
| 千葉県       | 千葉テレビ放送（CTC、チバテレ） 制作局 | 独立局 | 毎週日曜 23時30分 - 24時00分 再放送：毎週土曜（金曜深夜） 0時30分 - 1時00分 | 2021年7月18日放送は高校野球開催による特別編成、及び、旭市と鎌ケ谷市の市長選挙による選挙特番を編成、2022年6月5日放送は松戸市の市長選挙による選挙特番を編成したため、通常より1時間遅れて24:30から放送。 |
| 群馬県       | 群馬テレビ（GTV）                      | 独立局 | 毎週火曜（月曜深夜）0時00分 - 0時30分                                       | 2018年1月9日より第1回から放送。 同年3月27日放送分で一旦終了。 |
| 栃木県       | とちぎテレビ（GYT、とちテレ）          | 独立局 | 毎週月曜 22時30分 - 23時00分                                                | 2018年4月2日より第1回から放送。 同年6月18日放送分で終了。 |
| 神奈川県     | テレビ神奈川（tvk）                    | 独立局 | 毎週日曜 23時30分 - 24時00分                                                | 2018年4月8日より第1回から放送。 同年6月24日放送分で終了。 |

## スタッフ
- 企画：秋元康
- 構成：櫻井たつし、鈴川朋治
- TD：西村一宏
- CAM：今関俊之
- VE：追沼亮治
- 音声：黒川真
- 照明：今村敦
- 技術協力：千葉タムコ、チャンスメーカー、BITES!
- 美術：猪野久美子
- 編集：渡部曜司
- MA：坂井真一
- 衣裳協力・メイク：オサレカンパニー
- 協力：DH、環境開発整美、オムニバス・ジャパン
- 編成：小森健一郎
- TK：福田美由紀
- Special Thanks：道瀬裕介（電通ライブ）、兼重智明
- AD：上中美鈴ジュジュ、泉竜也
- AP：杉原和磨
- ディレクター：金子大輔、井上あゆみ、高橋令
- 演出：千葉晃嗣
- 制作協力：TBS SPARKLE
- プロデューサー：木島森、佐藤祐亮、小森健一郎、土江智美、福浜和美
- 製作著作：チバテレ（千葉テレビ放送）、電通

### 過去のスタッフ
- 編集：石川浩通
- TK：五味真琴
- 協力：AKS
- AD：杉原和磨、井上あゆみ、佐藤竜一、高橋令
- AP：嘉茂満梨奈
- 制作協力：TIXE
- プロデューサー：鈴木浩之、井上晴貴